# Сахаров, Иван Николаевич
Ива́н Никола́евич Са́харов (9 октября 1860 — 6 декабря 1918, Харьков) — русский юрист, адвокат, политический и общественный деятель.

## Биография
Родился 9 октября 1860 года. Его отец, Николай Иванович Сахаров, родился в Арзамасе Нижегородской области и служил там священником, был почётным гражданином Нижнего Новгорода. Священниками были и его предки на протяжении ещё 2-х поколений.
В 1879 году окончил Нижегородскую гимназию и поступил на юридический факультет Московского университета, который закончил 25 мая 1884 года первым по списку в звании кандидата прав — и начал службу помощником присяжного поверенного. Сначала служил у присяжного поверенного Шубинского, а с 1885 года — у известного адвоката и общественного деятеля Ф. Н. Плевако.
В мае 1889 года Сахаров был принят в присяжные поверенные Московского окружного суда и приобрел большую адвокатскую практику. Он выступал в ряде громких уголовных процессов, в том числе двух, связанных с пароходными авариями: один с аварией на Волге, второй — о столкновении судов «Владимир» и «Колумбия» на Чёрном море в 1894 году. Его речь на последнем процессе помещена в 4-м томе семитомника «Русские судебные ораторы в известных уголовных процессах».
Также он выступал в политических процессах, привлекших общественное внимание; участвовал он как защитник и в Выборгском процессе 1907 года, на котором 167 членов I Государственной Думы, подписавших Выборгское воззвание, были осуждены на три месяца заключения.
С конца 1880-х годов публиковался в газетах «Русские ведомости», «Русское слово».
В 1911 году Иван Николаевич становится членом правления Московского общества грамотности, в 1912 году участвует в Фонде народного просвещения при газете «Новь». Он был также членом Педагогического общества им. Ушинского, а в 1914 году был избран в его финансово-исполнительскую комиссию, которая планировала провести 3-й Всероссийский съезд учителей летом 1916 года.
В 1915 году И. Н. Сахаров был избран в правление Московского юридического собрания, а в 1917 году стал его председателем.
В 1906 году И. Н. Сахаров был одним из редакторов-составителей большого коллективного издания «Против смертной казни» (сборник статей под редакцией М. Н. Гернета, О. Б. Гольдовского и И. Н. Сахарова, М.: 1906). В этом сборнике были напечатаны статьи, письма, рассказы писателей Л. Н. Толстого, В. В. Розанова, философов В. С. Соловьева, Н. А. Бердяева, С. Н. Булгакова, П. А. Кропоткина, священнослужителей (свящ. Григория Петрова и др.), профессоров-юристов М. Н. Гернета, В. Д. Кузьмина-Караваева, М. П. Чубинского, Э. Ферри и многих других, а также письма, полученные редакцией сборника от иностранных писателей и общественных деятелей, и приложение списка приговоренных к смертной казни.
Сборник «Против смертной казни» был значительным событием в российской общественной жизни и широко обсуждался в либеральной прессе. Его историческое значение заключалось прежде всего в том, что он явился решительным, обоснованным и авторитетным коллективным протестом гуманистической мысли различных направлений против смертной казни вообще и в особенности против растущей лавины смертных казней революционеров.
Иван Николаевич много раз был во Франции и Швейцарии, бывал в Италии, Норвегии, Австрии и регулярно ездил «на воды» в Германию. В июне 1914 года он поехал в Бад-Гомбург, а в июле он присоединился к семье во Франции, в Бретани, где их и застала Первая мировая война.
В начале 1918 года Иван Николаевич с женой и младшим сыном Георгием (Юрием) выехали в Кисловодск. Отъезд их был вызван нежеланием Сахарова, активного члена запрещенной в конце 1917 года партии конституционных демократов, оставаться в большевистской Москве. В ноябре 1918 года Иван Николаевич приезжал в Москву на крестины внука. На обратном пути в Кисловодск он заболел тифом и умер в Харькове.
Точная дата его кончины долгое время была неизвестна. Но в 1992 году был обнаружен некролог, опубликованный в харьковской газете «Новая Россия» 11 декабря 1918 года:

«В ночь с 5 на 6 декабря в Александровской больнице скончался от тифа московский присяжный поверенный и крупный общественный деятель Иван Николаевич Сахаров. В Харькове Сахаров очутился совершенно случайно. Он ехал в Крым, по-видимому, в дороге заболел тифом и был доставлен кем-то в больницу.< > 

…

Пишущий эти строки хорошо знал покойного. В личных отношениях он был чуткий, отзывчивый и в высшей степени доброжелательный человек. Мир праху его!
Е. П. Белоконский»

## Семья
- Отец — Николай Иванович Сахаров (1837—1916).
- Мать — Александра Алексеевна Терновская (1839—1916).
- Жена — Мария Петровна Матерно, в девичестве Домуховская (1861—1941), была дочерью обедневшего смоленского дворянина. Происходила она из древнего дворянского рода Домуховских, внесенного в 6-ю часть родословных книг дворян Смоленской губернии. В 1881 году вышла замуж за Михаила Михайловича Маттерна, сына надворного советника, но через полгода ушла от него. По неясным причинам её фамилия писалась Матерно. После этого поселилась в доме у ближайшей подруги по Павловскому институту С. Е. Усовой, связанной с «Народной волей»[1]. Собирала для деятелей «Народной воли» деньги и вещи, была в переписке со многими ссыльными, в том числе с С. Е. Усовой, В. Г. Короленко, С. Н. Кривенко. Иван Николаевич Сахаров помогал ссыльным юридическими советами. В 1886 году при обыске дома у Марии Петровны и Ивана Николаевича была изъята обширная переписка с ссыльными С. Е. Усовой, В. Г. Короленко, С. Н. Кривенко, супругами Семеновскими, Г. А. Мачтетом и др. В. Г. Короленко, к которому Сахаровы питали глубокое уважение, бывал у них в доме.
- Дети:
  - Татьяна Ивановна, в замужестве Якушкина (1883—1977), её крёстной была Софья Ермолаевна Усова[1], вышла замуж за правнука декабриста Николая Вячеславовича Якушкина (1882—1945)[2]
  - Сергей Иванович (1885—1956), его крёстным стал С. Н. Кривенко[1], по-видимому, по дороге в ссылку в Глазов[a].
  - Иван Иванович (1887—1943), женат на Евгении Александровне Олигер (1891—1974), дважды арестовывался по обвинению в контрреволюционной деятельности в 1930 и 1934 гг. Умер в 1943 году в Красноярской тюрьме[4].
  - Дмитрий Иванович (1889—1961) — русский и советский физик, преподаватель и методист. Женился на Екатерине Алексеевне Софиано, дочери военного, генерала Алексея Семёновича Софиано[5]. У него двое сыновей, внуков И. Н.: Андрей Дмитриевич Сахаров (1921—1989) — советский физик, академик АН СССР, один из создателей первой советской водородной бомбы. Впоследствии — общественный деятель, диссидент и правозащитник; народный депутат СССР; лауреат Нобелевской премии мира за 1975 год и Георгий (Юрий) Дмитриевич Сахаров (1925—2002[6][7]) — химик.
  - Николай Иванович (1891—1971), артиллерист, библиограф, библиофил
  - Юрий (Георгий Иванович) (1895—1920), умер от тифа в Саратове, одновременно с племянниками, четырёхлетним Иваном и двухлетним Михаилом, сыновьями его старшего брата Ивана[6].

Жили Сахаровы в центре Москвы, в её Тверской и Арбатской части, сменив между 1886 и 1910 годами десять квартир. Обосновались окончательно в Гранатном переулке, дом 3, занимая квартиру из 6 комнат — 2-й этаж небольшого особняка.
До Первой мировой войны (в 1913 году) Сахаровы приобрели в Кисловодске дом с большим участком земли.

## Комментарии
1. ↑  В ночь со 2-го на 3 января 1884 года Кривенко был арестован. Полтора года он провел в заключении. 20   июня 1885 года в сопровождении унтер-офицера и рядового его отправили в Москву, а оттуда по этапу в Вятку, в конечный пункт назначения уездных город Глазов он прибыл  28 июля 1885 года. Таким образом, конец июня — начало июля было то время, когда Кривенко был в Москве в 1885 году[3].